# Lekkoatletyka na Letnich Igrzyskach Olimpijskich 1912 – bieg na 110 m przez płotki mężczyzn

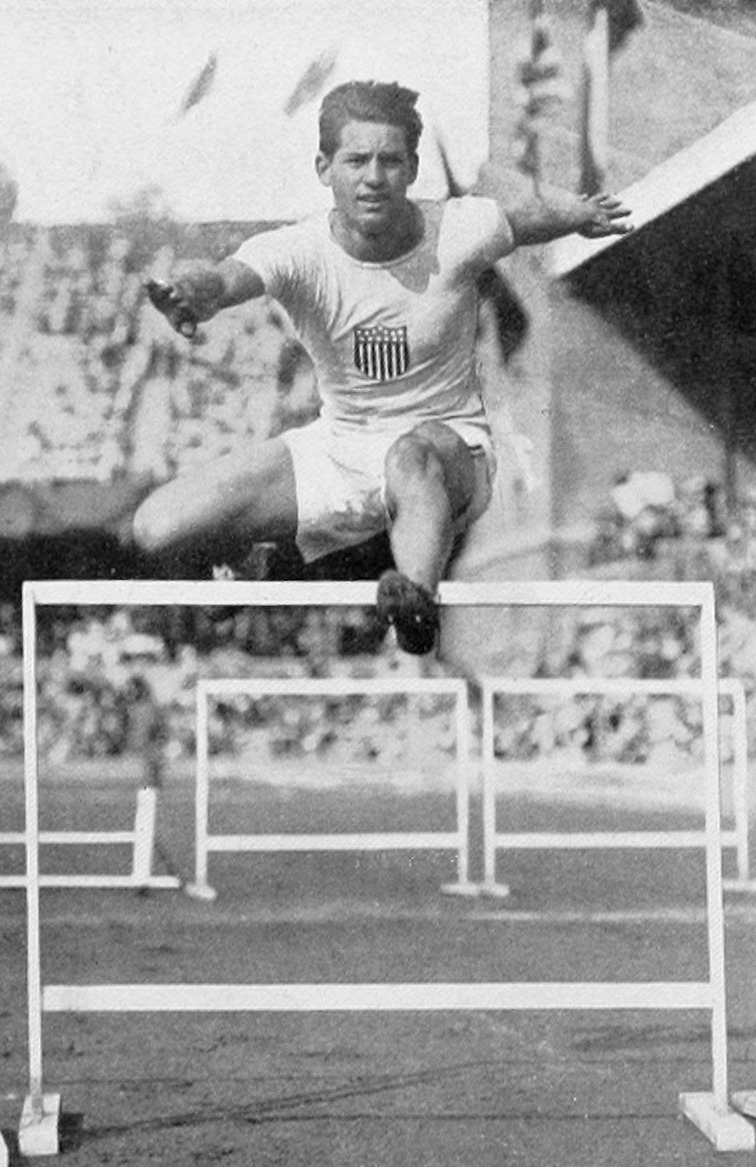
Frederick Kelly - zwycięzca konkurencji

Bieg na dystansie 110 metrów przez płotki mężczyzn był jedną z konkurencji lekkoatletycznych rozgrywanych podczas V Igrzysk Olimpijskich w Sztokholmie.
Konkurencja ta była zdominowana przez zawodników amerykańskich. Cała dziewiątka awansowała do fazy półfinałowej, w której rozegrano sześć biegów. Jedynie zwycięzcy awansowali do finału. Jedynym finalistą spoza Stanów Zjednoczonych był Brytyjczyk Kenneth Powell.
Mistrzem olimpijskim w tej konkurencji został Amerykanin Frederick Kelly.
W rywalizacji wzięło udział 22 biegaczy z 15 reprezentacji.

## Rekordy
| Rekord świata     | Forrest Smithson (USA) | 15,0 | Londyn, Wielka Brytania | 25.07.1908 |
| Rekord olimpijski | Forrest Smithson (USA) | 15,0 | Londyn, Wielka Brytania | 25.07.1908 |

Na igrzyskach w Sztokholmie żaden z płotkarzy nie przekroczył bariery 15 sekund.

## Eliminacje
Biegi eliminacyjne rozegrano 11 lipca. Do półfinałów awansowało po dwóch zawodników z każdego biegu.
Bieg 1
| Miejsce | Zawodnik        | Czas | Uwagi |
| ------- | --------------- | ---- | ----- |
| 1       | George Chisholm | 15.4 | Q     |
| 2       | Károly Solymár  | 15.8 | Q     |

Bieg 2
| Miejsce | Zawodnik        | Czas | Uwagi |
| ------- | --------------- | ---- | ----- |
| 1       | John Eller      | 16.0 | Q     |
| 2       | Gerard Anderson | 18.6 | Q     |

Bieg 3
| Miejsce | Zawodnik       | Czas | Uwagi |
| ------- | -------------- | ---- | ----- |
| 1       | Martin Hawkins | 16.1 | Q     |
| 2       | Géo André      | 16.8 | Q     |

Bieg 4
| Miejsce | Zawodnik          | Czas | Uwagi |
| ------- | ----------------- | ---- | ----- |
| 1       | Ferdinand Bie     | 16.2 | Q     |
| 2       | Valdemar Wickholm | 16.6 | Q     |

Bieg 5
| Miejsce | Zawodnik    | Czas | Uwagi |
| ------- | ----------- | ---- | ----- |
| 1       | Pablo Eitel | 17.2 | Q     |

Bieg 6
| Miejsce | Zawodnik         | Czas | Uwagi |
| ------- | ---------------- | ---- | ----- |
| 1       | Marius Delaby    | 16.0 | Q     |
| 2       | Vaughn Blanchard | 16.0 | Q     |
| 3.      | Alfredo Pagani   |      |       |

Bieg 7
| Miejsce | Zawodnik        | Czas | Uwagi |
| ------- | --------------- | ---- | ----- |
| 1       | Edwin Pritchard | 16.4 | Q     |
| 2       | Henry Blakeney  | 17.4 | Q     |

Bieg 8
| Miejsce | Zawodnik           | Czas | Uwagi |
| ------- | ------------------ | ---- | ----- |
| 1       | John Nicholson     | 15.5 | Q     |
| 2       | Daciano Colbachini | 16.1 | Q     |

Bieg 9
| Miejsce | Zawodnik        | Czas | Uwagi |
| ------- | --------------- | ---- | ----- |
| 1       | Frederick Kelly | 16.4 | Q     |

Bieg 10
| Miejsce | Zawodnik                  | Czas | Uwagi |
| ------- | ------------------------- | ---- | ----- |
| 1       | John Case                 | 16.3 | Q     |
| 2       | Hermann von Bönninghausen | 17.0 | Q     |

Bieg 11
| Miejsce | Zawodnik       | Czas | Uwagi |
| ------- | -------------- | ---- | ----- |
| 1       | Kenneth Powell | 15.6 | Q     |
| 2       | James Wendell  | 15.7 | Q     |
| 3       | Frank Lukeman  |      |       |

## Półfinały
Półfinały rozegrano 11 lipca. Do biegu finałowego awansował najlepszy zawodnik z każdego biegu.
Półfinał 1
| Miejsce | Zawodnik       | Czas | Uwagi |
| ------- | -------------- | ---- | ----- |
| 1       | Kenneth Powell | 15.6 | Q     |
| 2       | John Eller     | 15.7 |       |
| 3       | Ferdinand Bie  | 15.8 |       |
| 4       | Pablo Eitel    |      |       |

Półfinał 2
| Miejsce | Zawodnik           | Czas         | Uwagi |
| ------- | ------------------ | ------------ | ----- |
| 1       | Martin Hawkins     | 15.7         | Q     |
| 2       | Daciano Colbachini | 16.0         |       |
| 3       | Marius Delaby      | 16.2         |       |
| —       | Károly Solymár     | Nie ukończył |       |

Półfinał 3
| Miejsce | Zawodnik                  | Czas | Uwagi |
| ------- | ------------------------- | ---- | ----- |
| 1       | John Nicholson            | 15.4 | Q     |
| 2       | Vaughn Blanchard          | 15.7 |       |
| 3       | Hermann von Bönninghausen | 16.0 |       |

Półfinał 4
| Miejsce | Zawodnik        | Czas         | Uwagi |
| ------- | --------------- | ------------ | ----- |
| 1       | James Wendell   | 15.5         | Q     |
| 2       | George Chisholm | 15.7         |       |
| —       | Gerard Anderson | Nie ukończył |       |

Półfinał 5
| Miejsce | Zawodnik          | Czas | Uwagi |
| ------- | ----------------- | ---- | ----- |
| 1       | Frederick Kelly   | 15.6 | Q     |
| 2       | Valdemar Wickholm | 16.6 |       |
| 3       | Henry Blakeney    |      |       |

Półfinał 6
| Miejsce | Zawodnik        | Czas | Uwagi |
| ------- | --------------- | ---- | ----- |
| 1       | John Case       | 15.6 | Q     |
| 2       | Edwin Pritchard | 15.6 |       |
| 3       | Géo André       |      |       |

## Finał

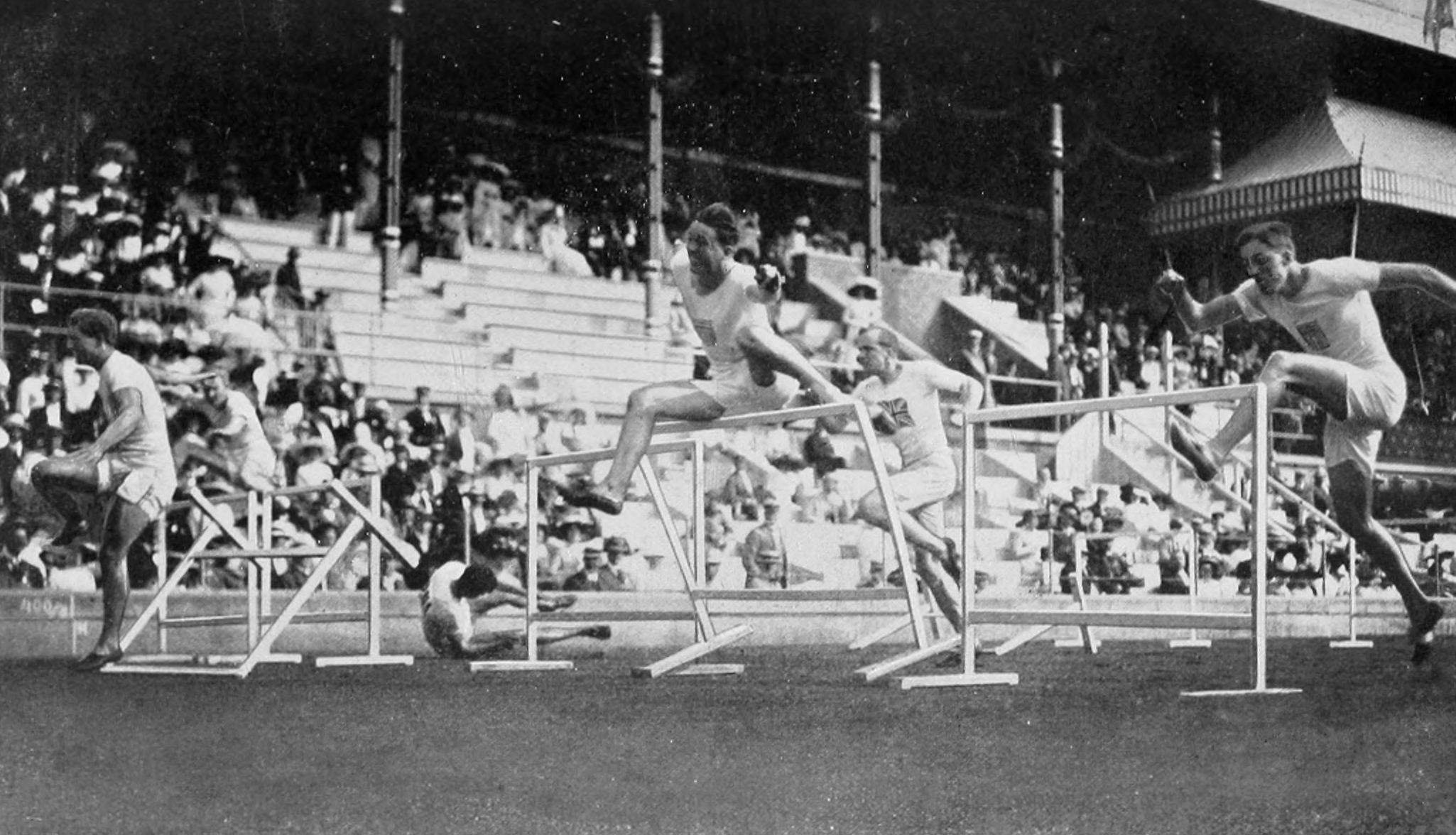
Bieg finałowy

Finał rozegrano 12 lipca. Nicholson na ósmym płotku potknął się i upadł, umożliwiając tym samym wygraną Kelly'emu.
| Miejsce | Zawodnik        | Czas         |
| ------- | --------------- | ------------ |
| 1       | Frederick Kelly | 15.1         |
| 2       | James Wendell   | 15.2         |
| 3       | Martin Hawkins  | 15.3         |
| 4       | John Case       | 15.3         |
| 5       | Kenneth Powell  | 15.5         |
| —       | John Nicholson  | Nie ukończył |